# 南極の宗教

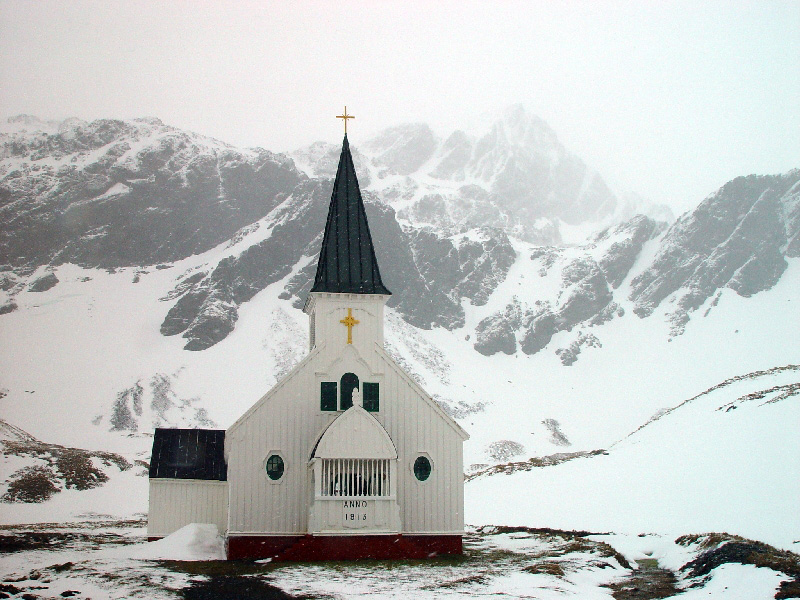
グリトビケンにある教会

南極の宗教（なんきょくのしゅうきょう、英: Religion in Antarctica）では、南極における宗教について述べる。
南極には、様々な崇拝するための場所(Place of worship)があり、祭祀と宗教建築を建てることへの需要が増大している。
南極大陸の宗教構成
という名言があるにもかかわらず、南極大陸の探検は実際には多くの信者 (例：Jesuit geophysicists)からの宗教活動による寄付と密接な関係があった。いくつかの初期の宗教建築物は重要で歴史的な記念建築物として保護されている。

## 初期

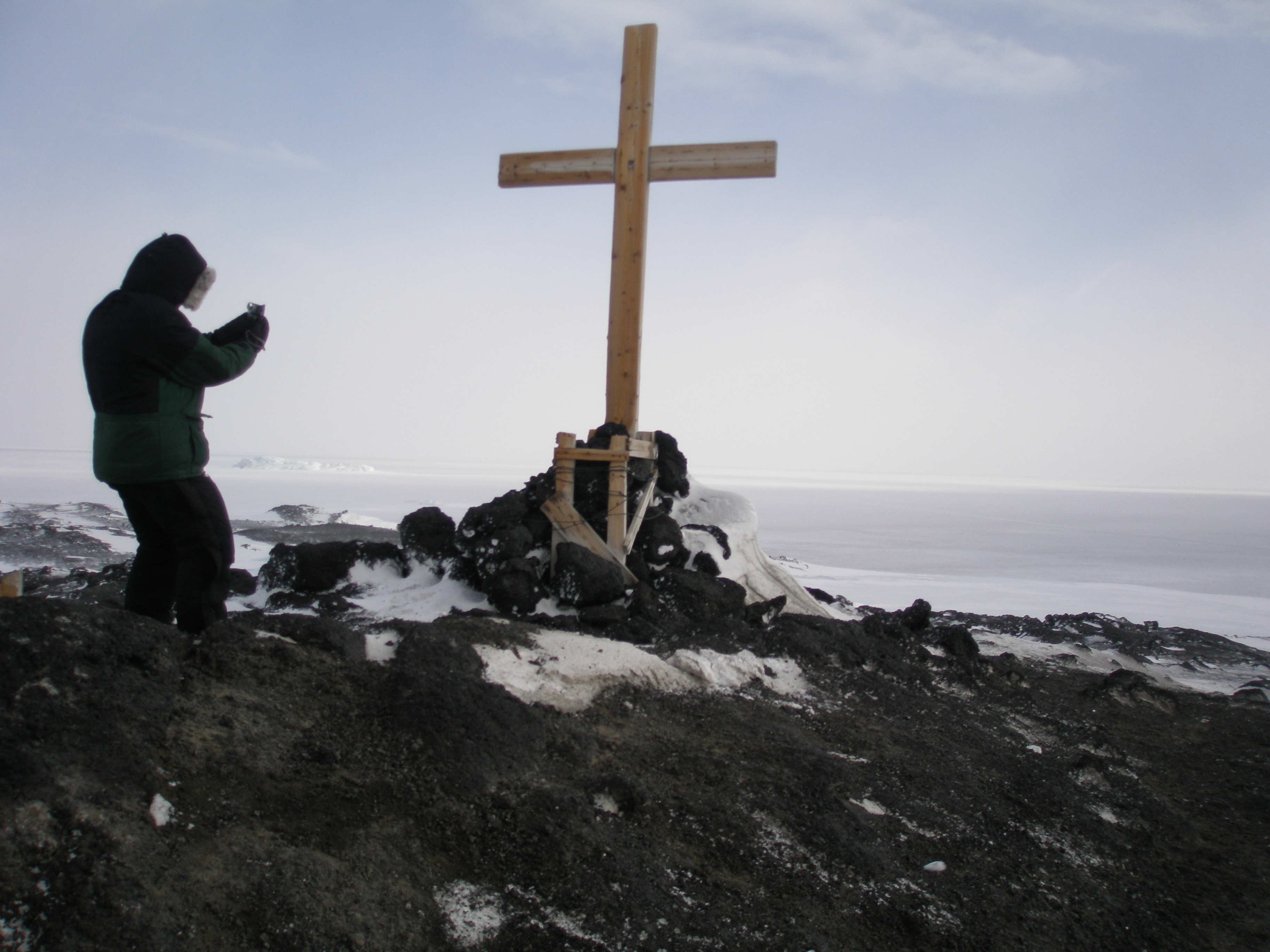
エバンス岬にある十字架

エバンス岬のWind Vane Hillにある十字架は、アーネスト・シャクルトンによって1914年から1917年まで活動した帝国南極横断探検隊の内の一隊であるイニーアス・マッキントッシュ率いるロス海支隊によって、死亡した3人の隊員を記念するため、その付近に1916年に立てたものである。この十字架は、ニュージーランドとイギリスが南極条約協議国会議へ提案したことにより、南極史跡記念物のHSM 17に指定されている。
南極初の完璧な祭祀は、1947年にアメリカ海軍の少佐(Lieutenant Commander)であるWilliam Mensterによってハイジャンプ作戦の最中に行われた。設営されたテントの中で、キリスト教の祭祀が行われ、その中で彼は南極大陸を奉献した。彼が世界的な祭祀を主導することができるよう、様々なキリスト教の宗派からおおよそ2,000人が仕えた。
雪の聖堂は、大抵はChristian worshipに使われるが、仏教とバハイ教の儀式に使われたこともある。チリのCaptain Arturo Prat基地にある木製の十字架とOur Lady of the Carmelの像のように、いくつかの建築物は歴史的に重要で保護されている史跡にかこまれている。 興味深い点としてムスリムの不都合がある。パキスタンの計画によりJinnah Antarctic基地へムスリムが来たものの、大陸と離島を含めた南極にはモスクが一つもなく、ムスリムの要件(例：ラマダーンの断食や日々の祈り) が南極圏の中では満たせないのである。

## 歴史（亜南極の島々も含む）

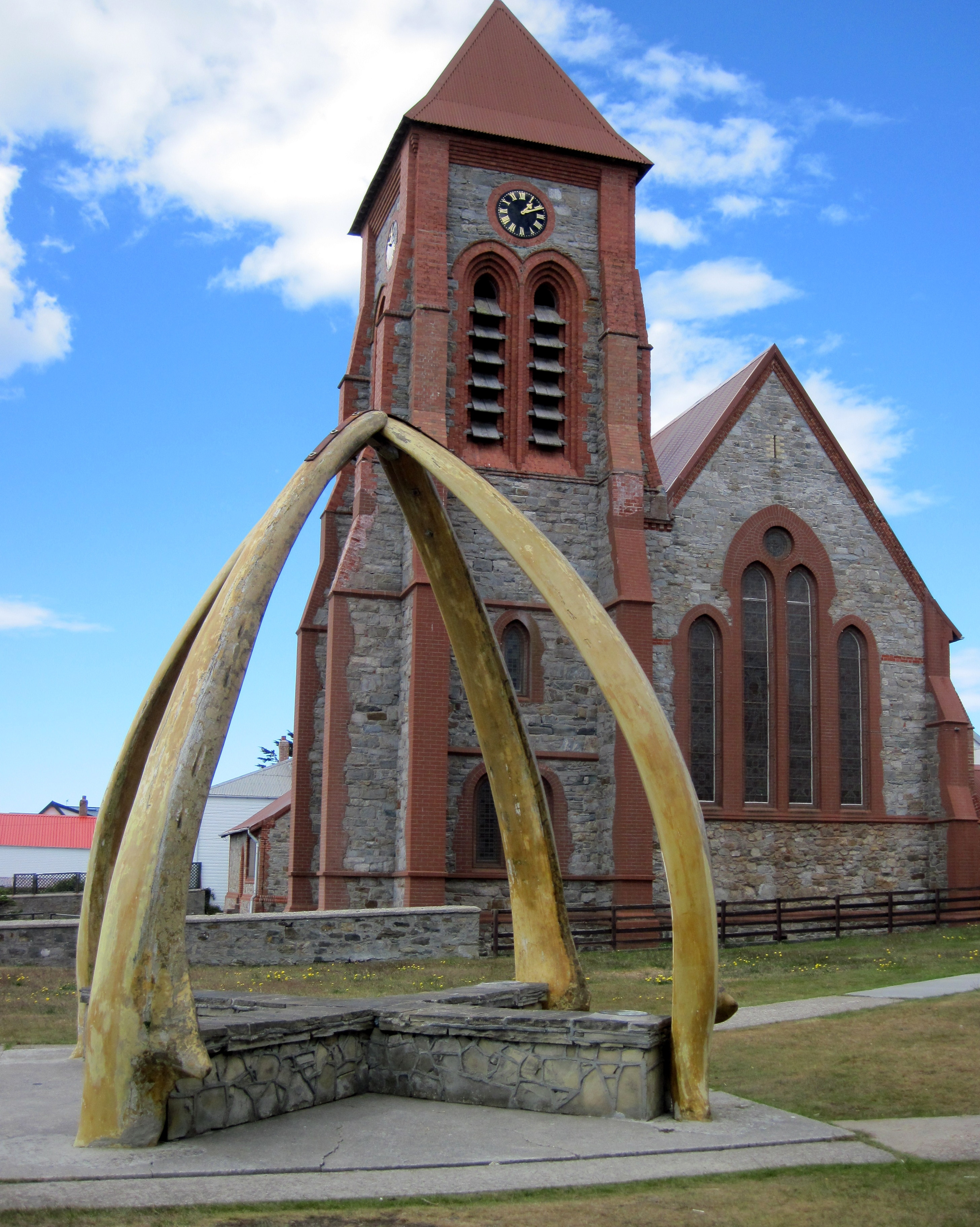
フォークランド諸島にあるクライストチャーチ大聖堂と、クジラの骨でできたアーチ

1900年頃、捕鯨基地や探検隊の駐留地が広範囲に建てられた。第二次世界大戦の後、いくつかの軍事的な探検旅行がこの地域で行われた。1957年から1958年の国際地球観測年 の東側と西側の科学的な交流がかなり遮られていて、民間の科学探査がずっと寄与していた冷戦中の長期間に終わりを告げた. 1950年代以降は、大部分の南極基地が、調査研究のためだけに建てられた。この地域に留まる期間が延びたことにより、研究員は何か月もずっと家族と離れることになり、非常にストレスを感じることがあり得るようになった。南極で地球物理学の調査を長い間行っていたイエズス会の会員が、初期の南極の任務にも協力したことがある。特筆すべきイエズス会員の地震学者は、Edward A. Bradley（en:Bradley Nunatakの由来）と、 Henry F. Birkenhauer （Birkenhauer島の由来）と、J. Joseph Lynchと、Daniel J. Linehanなどが挙げられる。
南極収束線以南、かつ、南緯60度以北（つまり、南極条約の範囲外）に建った最初の教会はケルゲレン諸島の本島にあるポルトーフランセに建つen:Notre-Dame des Ventsと、サウスジョージア島のグリトビケンにあるノルウェー国教会の教会、en:Norwegian Lutheran Church (Grytviken, South Georgia)(1913年から)である。何年も放棄され、この地域の過酷な風雨による風化に晒された（1994年に屋根が破損した）後で、グリトビケンの教会はサウスジョージア博物館の管理人とボランティアにより1996年から1998年にかけて修復され、その後は時折ある教会で行われる礼拝と、結婚式で使われている。
南極収束線以北にあるいくつかの教会は、南極地域も受け持っている。例えば世界で最も南にある聖公会の大聖堂である、スタンリーにあるクライストチャーチ大聖堂は、フォークランド諸島だけであなく、サウスジョージア島とイギリス領南極地域をも受け持つ教区教会である。南米大陸本土最南端で、フエゴ島のすぐ北にあるプンタ・アレーナスにはローマ・カトリック教会の大聖堂があり、チリ領南極を受け持っている。
21世紀に入ると、キリスト教徒は次第に教徒のコミュニケーションをインターネットで行うことに目を向けるようになった。

## 南極の教会

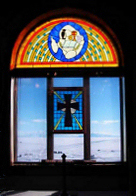
雪の聖堂から外を見る

南極には、礼拝するための宗教的な建物がいくつかある。
- 雪の聖堂。キリスト教の特定宗派に属さない教会。ロス島のマクマード基地にある。
- 至聖三者聖堂。ロシア正教会の教会で、キングジョージ島のベリングスハウゼン基地にある。
- リラの聖イオアン聖堂。ブルガリア正教会の教会で、リヴィングストン島のオフリドの聖クリメント基地にある。
- San Francisco de Asis Chapel。カトリックの教会で、南極半島のエスペランサ基地にある。南極にある教会の中では最初にできた[11]。
- Santa Maria Reina de la Paz Church。カトリックの教会で、キングジョージ島のビジャ・ラス・エストレージャスにある。
- コーツランドのen:Belgrano II Baseには、全て氷でできている恒久的なカトリックの教会がある[12]。カトリックの教会では世界で最も南にある[13]。

南極に近いが南緯60°以北、つまり南極条約の範囲外にある島にも教会がある。サウスジョージア島のグリトビケン(1913年から)や、ケルゲレン島のポルトーフランセなど。

## 特筆すべき建物

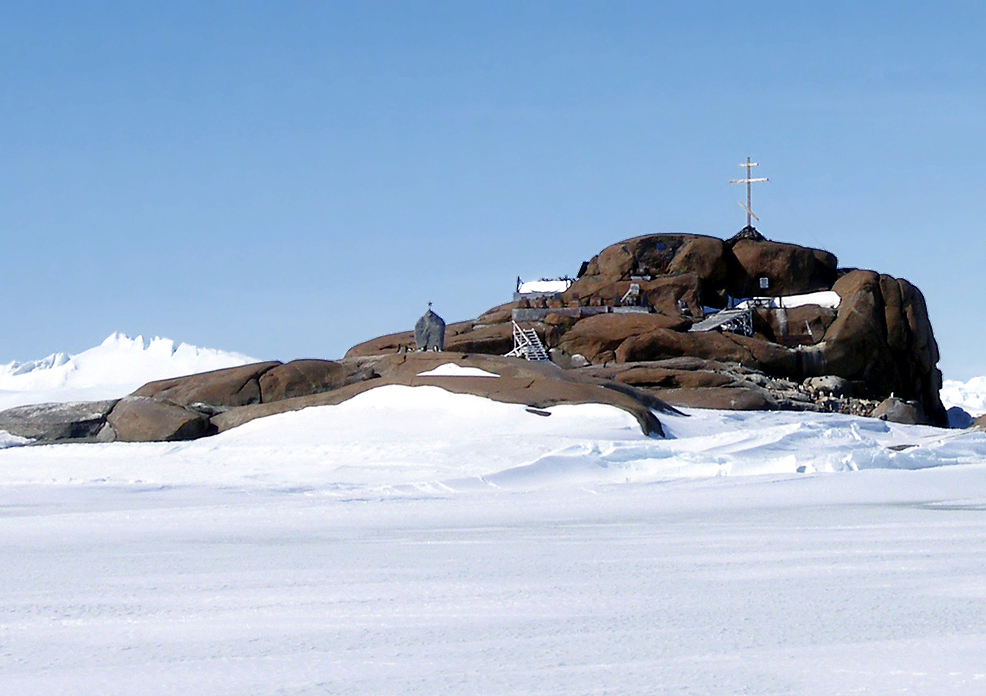
Buromsky島とそこにある八端十字架とIvan Khmaraの墓石を望む

南極には90近くの基地があるものの、半分は夏季にしか使われていない。殆どの観測基地には宗教的な集会にも使える小さな会議室がある。大きな基地や集団では、宗教用に鉄のコンテナを工面し、別個の部屋として使っている。
Worldwide Antarctic Programは南極大陸のTerra Nova湾にあるMario Zucchelli基地にカトリックの教会を建てることを提案している。その一方で、アルゼンチンのエスペランサ基地には1976年に(アッシジのフランチェスコに因む)カトリックの教会がある。世界で最も南にあるキリスト教の教会 (実際には全ての宗教で) はコーツランドにあるアルゼンチンのヘネラル・ベルグラノII基地にある。全てが氷でできた常設のカトリックの教会である。ロス島のマクマード基地にある雪の聖堂は1956年に建てられたキリスト教の教会で、いくつかの宗派で使われている。カトリックのサービスもプロテスタントのサービスも提供することができる以外に、例えばモルモン教、バハイ教、仏教などの他の宗教の集会も許可されている。さらに、アルコホーリクス・アノニマスのような世俗的なグループも使用してよい。この教会は1978年の火事の後に再建され、1989年には新たに清められた。ほかには、シーモア島のマランビオ基地にあるカトリックの教会、en:Chapel of Santisima Virgen de Lujan, Antarcticaや、サウス・シェトランド諸島のビジャ・ラス・エストレージャスにあるカトリックの教会、Santa Maria Reina de la Paz教会がある。Santa María Reina de la Paz教会はコンテナを再利用した教会で、36人入れる。

### 東方正教会の復興

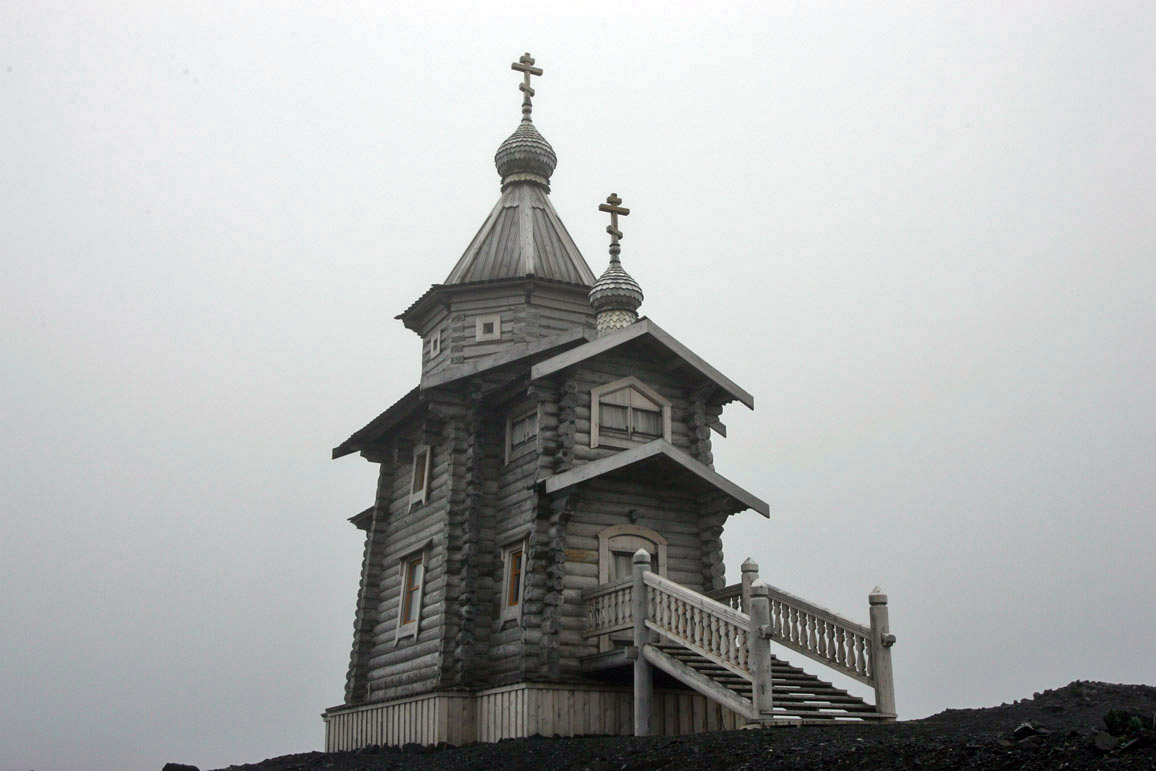
A view of Trinity Church, 2005.

en:Soviet Antarctic Expeditionの間、宗教活動は休止されていたが、ソビエト連邦の崩壊と中東欧の共産党の崩壊とともに変化していった。
サウス・シェトランド諸島のオフリドの聖クリメント基地にあるブルガリア正教会の教会、リラの聖イオアン聖堂は2003年に建てられた、南極大陸初の東方正教会の大建築物（edifice）である。そしてこの教会は、ウクライナの ベルナツキー基地にSt Volodymyr教会(ウラジーミル1世に由来する)が2011年に建つまで、世界で最も南にある東方正教会の礼拝施設だった。
Buromsky島の墓地はこの地域で最も重要な記念建造物の一つである。位置を示すために八端十字架が立っている ソ連とロシアの南極探検において隊員として職務を執行する中で死んだ、ソビエト連邦、チェコスロバキア、東ドイツ、スイスの民間人約60人の墓がある。南極条約協議国会議におけるロシアの提案に従い南極史跡記念物 (HSM 9)に指定されている。
2002年、アレクシイ2世は"南極のための寺院を" (Храм Антарктиде)と請い求め、サウス・シェトランド諸島の一つであるキングジョージ島のベリングスハウゼン基地にあるロシア正教会の教会の至聖三者聖堂が創始された。教会は広範囲から見られる場所にあり、モスクワ総主教により管理されている。最初は一人の聖職者により管理されていた一方で、今は二人の聖職者がサービスを管理しており、一年ごとに交代している。彼らは基地全体の維持管理にも貢献している。2007年1月29日、チリ人とロシア人の間で南極大陸初の教会での結婚式が行われた。初の洗礼(大人のための)も、ここで行われた。

## 昭和基地の宗教
昭和基地には神棚があり、主に年末年始や彼岸の際に祈られる。また大晦日には除夜の鐘も撞かれる。この際、鐘にはドラム缶を代用する。極地研究家の神沼克伊は、南極神社や昭和神社、あるいはそれに値する寺院を建立する計画や必要であるという意見は聞いたことがない、としている
。